# Julio Vilamajó
Pour les articles homonymes, voir Vilamajó.
Julio Agustín Vilamajó Echaniz, né le 1er juillet 1894 à Montevideo et décédé le 12 avril 1948 dans la même ville, est un architecte uruguayen, l'un des plus reconnus. Il fut membre de l'équipe d'architectes qui ont participé à la réalisation du siège des Nations unies à New York avec Le Corbusier et Oscar Niemeyer.

## Œuvres et projets
- 1916 : Nouvelle modélisation du lycée José Enrique Rodó. Montevideo, Uruguay.
- 1926 : Édifice des apartaments Genaro Pucciarelli ou « Palacio Santa Lucía ». Montevideo, Uruguay.
- 1947 : Consultant pour l'édifice du siège des Nations unies à New York. New York, États-Unis.